# Whiskey Barrel
Whiskey Barrel släpptes 17 juni 2015 och är ett studioalbum av dansbandet Lasse Stefanz.

## Låtlista
1. Leva tills jag dör (med Mikael Wiehe)
2. Jag faller hellre ner och dör
3. Borta med vinden
4. I en gammal truckersång
5. Att bli älskad
6. I'm pretending
7. Move it
8. Kanske borde jag sakna
9. I en annan tid
10. Min thunderbird
11. Tårar skymda av ett regn
12. Ord som får mig lycklig
13. I färger ingen kan måla
14. Maria Isabell
15. Fånga ljuset i dagen

## Listplaceringar
| Lista (2015) | Position                    |
| ------------ | --------------------------- |
| Norge        | Norge (VG-lista)            |
| Sverige      | Sverige (Sverigetopplistan) |